# Fernando Jara (jockey)
Fernando Jara (Chitré, Herrera, 18 de diciembre de 1987) es un jockey panameño de carreras de caballos pura sangre.

## Carrera
Hizo su debut el 20 de diciembre de 2002,A bordo de Jazil ganó el Belmont Stakes de 2006. Además, fue el principal jinete norteamericano del Invasor Caballo Americano del Año 2006, y lo llevó a la victoria en el Breeders' Cup Classic 2006, ganó el Clásico Internacional del Caribe 2006 a bordo de caballo Ay Papá, Donn Handicap 2007 y la Copa Mundial de Dubái 2007.